# Série 9600 da CP

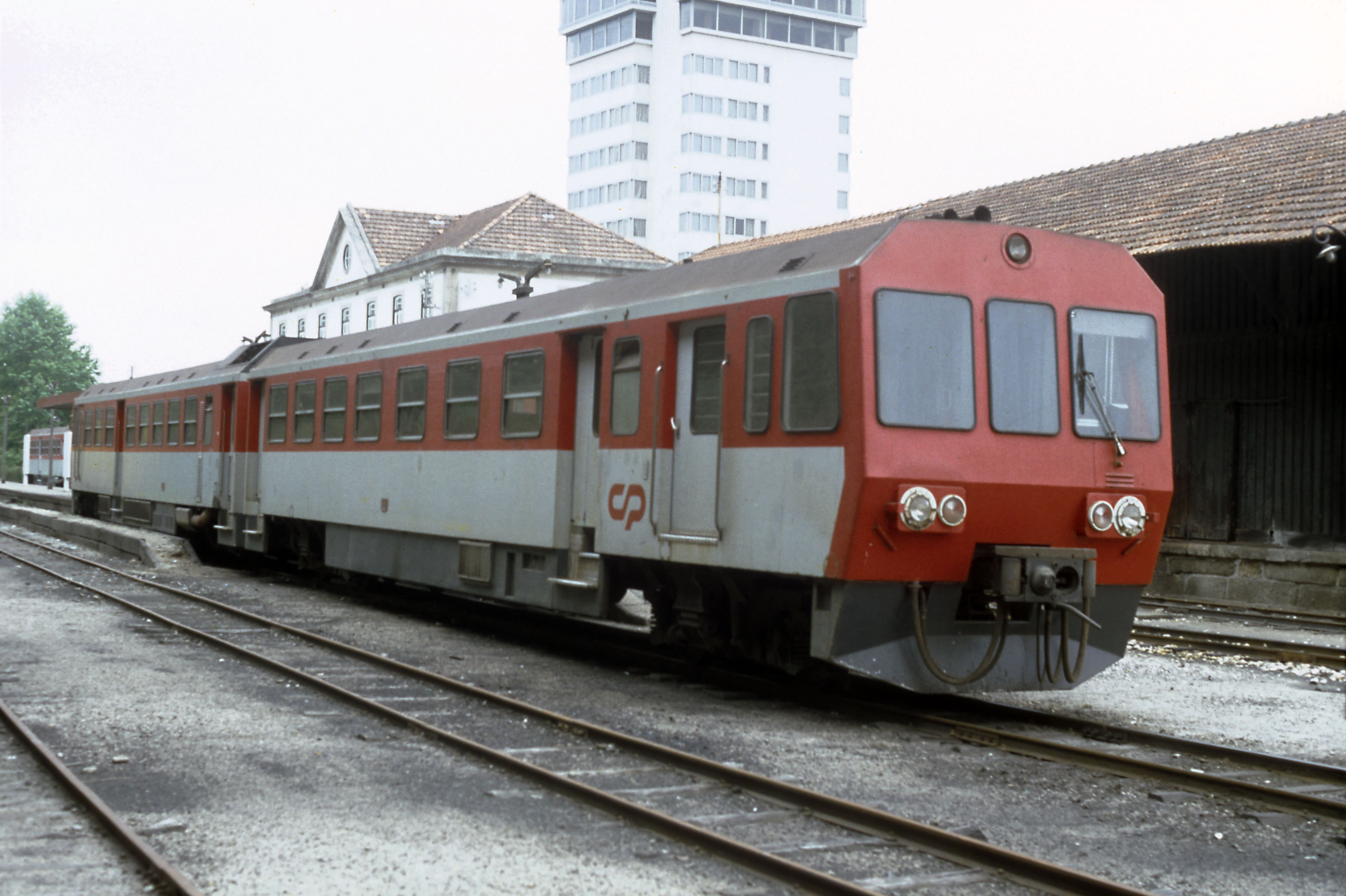
Automotora da Série 9600, na Estação de Guimarães, em 1996.

A Série 9600 da CP é um conjunto de 22 automotoras de via estreita idênticas, que estiveram ao serviço da operadora Caminhos de Ferro Portugueses e da sua sucessora, Comboios de Portugal, entre 1976 e 2002.

## História
Fabricadas pela casa Alsthom, foram entregues entre 1976 e 1977, recebendo os números de série 9601 a 9622 pela empresa Caminhos de Ferro Portugueses. Foram introduzidas nas Linhas de Guimarães e do Porto à Póvoa e Famalicão, para substituir as composições de locomotivas a vapor e carruagens.
Embora conseguissem alcançar uma velocidade máxima de 90 km/h, não puderam alcançar estes valores no início, devido à idade e características dos carris. Em 1985, eram consideradas modernas e confortáveis.
Estiveram em uso até 2002, quando a rede que servia foi integrada (parcialmente) no Metro do Porto. Permaneceram depois estacionadas sem utilização no depósito de Guifões, não sendo aproveitadas na restante rede métrica; foram finalmente vendidas a operadores estrangeiros — cinco unidades aos Camarões e dezassete à Argentina (incl. para uso no Trem das serras).

## Descrição
Estas automotoras utilizavam uma configuração em Unidade Dupla a Diesel. Apresentavam uma largura de 2,70 m, portanto, de considerável dimensão em termos de material circulante para via métrica; o peso por eixo é de dez toneladas.

## Ficha técnica
- Ano de entrada ao serviço: 1976[3]
- Ano de saída de serviço: 2002[1]

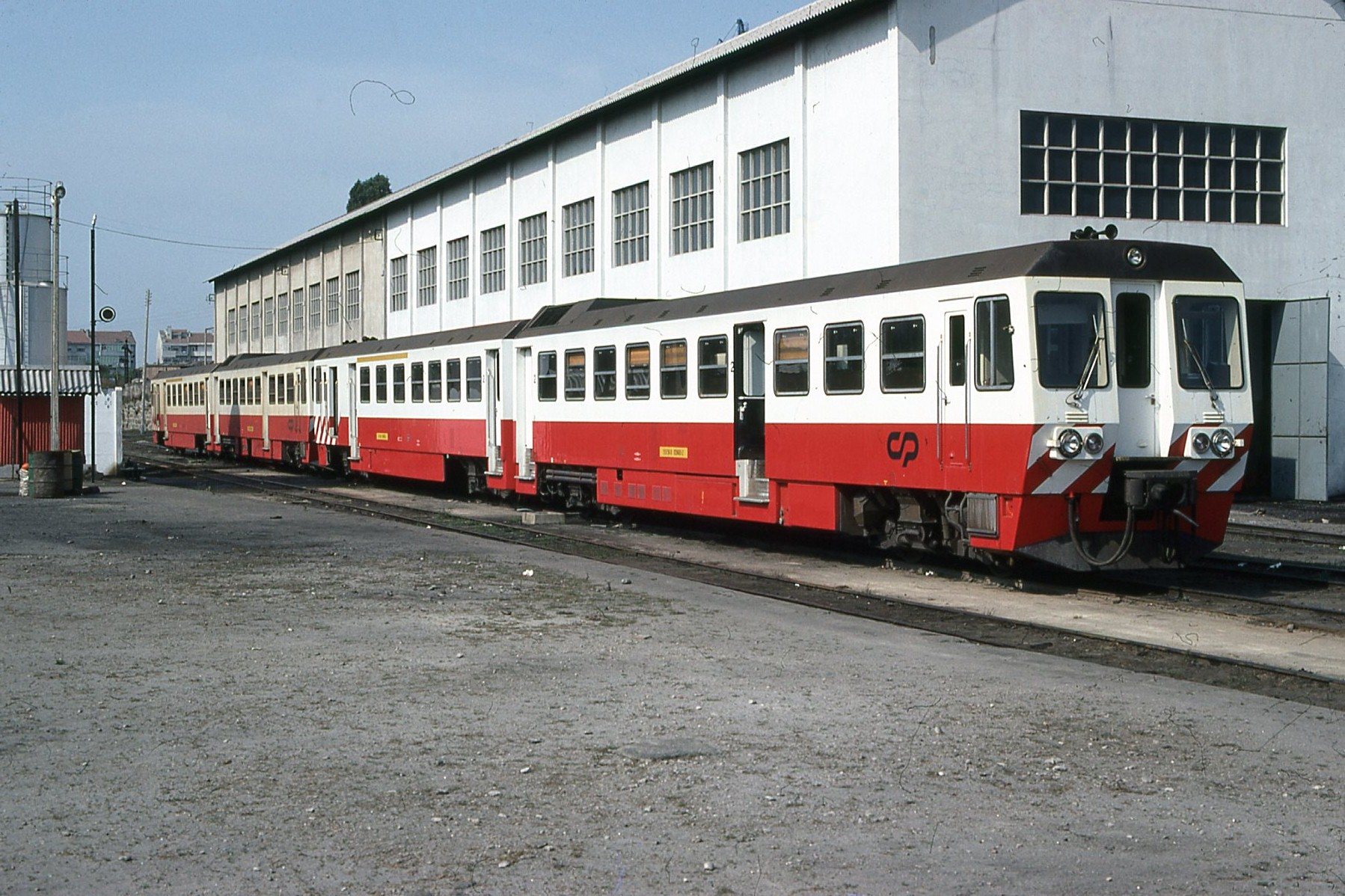
Automotora da Série 9600 no depósito da Estação de Boavista, em 1977.

- Tipo de composição: Unidade Dupla a Diesel[3][2]
- Bitola de via: 1000 milímetros[2]
- Número de unidades construídas: 22[3]
- Potência: 286 kW[3]
- Esforço de tracção: 45 kN[3]
- Velocidade máxima: 90 km/h[3]
- Tipo de tracção: Diesel - eléctrica[3]
- Lotação:
  - Primeira classe: 19[3]
  - Segunda classe: 99[3]
- Fabricante: Alsthom[3][2]